# Detective Van Zwam
Detective Van Zwam was het hoofdpersonage in de stripreeks De avonturen van detective Van Zwam of De avonturen van detectief Van Zwam. Later werd hij een belangrijk bijfiguur in de stripreeks De avonturen van Nero & Co. Beide stripreeksen werden getekend door Marc Sleen.

## Oorsprong
Toen Marc Sleen in 1947 door zijn krant, De Nieuwe Gids, werd gevraagd een eigen stripreeks te maken om de concurrentie met Suske en Wiske aan te gaan, was Detective Van Zwam aanvankelijk de hoofdfiguur. De naam Van Zwam werd bedacht door een collega-journalist, Gaston Durnez die de naam afleidde van het Vlaamse dialectwoord "zwammen" ("uit je nek kletsen", "onzin verkopen"). Van Zwam maakte zijn debuut in het eerste Nero-album "Het Geheim van Matsuoka" (1947) dat op 2 oktober 1947 in de krant De Nieuwe Gids en later Het Volk verscheen. Hiermee is hij ook het eerst verschenen en oudste personage in de stripreeks Nero. Negen albums lang verscheen de reeks onder de officiële titel "De avonturen van Detective Van Zwam", maar al in het eerste verhaal verscheen de figuur die uiteindelijk Van Zwams rol in de reeks zou overnemen: Nero. Nero was een bewoner van een krankzinnigengesticht dat Van Zwam bezoekt in Het Geheim van Matsuoka. Doordat Marc Sleen vele lezersbrieven ontving waaruit bleek dat men Nero veel leuker vond dan Van Zwam werd Nero geleidelijk aan de centrale figuur in de stripreeks. Na negen albums werd de reeks dan ook omgedoopt in: "De avonturen van Nero en zijn hoed" en later: "De avonturen van Nero & Co". Van Zwam werd hierna een bijfiguur, maar bleef een goede vriend van hoofdrolspeler Nero en een van de belangrijkste personages.

## Personage

### Uiterlijk
Van Zwam is een buitengewone detective die doet denken aan Sherlock Holmes. Van Zwam kan als karikatuur worden gezien van een detective. Zijn voornaam blijft in de reeks onbekend en iedereen spreekt hem altijd aan bij zijn achternaam. In de strip wordt Van Zwam meestal afgebeeld met zijn vergrootglas of loep, die hij overal mee naartoe neemt en waar hij altijd zijn neus dicht tegenaan drukt. Deze loep blijkt altijd uitermate handig en onmisbaar te zijn bij zijn speurtochten. Aan de hand van een sigarettenpeuk kan hij de lengte van iemands neus of het aantal knopen van een hemd afleiden. In "De Zwarte Toren" (1983) blijkt hij zelfs in staat de loep als achteruitkijkspiegel te gebruiken. Zelfs met het blote oog goed zichtbare voorwerpen worden door hem altijd nogmaals door het vergrootglas bekeken. Ook heeft hij altijd een pistool op zak. Verder draagt Van Zwam altijd een groen hoedje met bijhorend pak en is hij kalend. In de vroege albums droeg hij altijd een deukhoed, maar vanaf "De Groene Gravin" (1975) draagt hij enkel nog een Sherlock Holmes-achtig hoofddeksel.

### Familie
Van Zwam heeft een oom, Nonkel Isidoor, die in Het B-Gevaar (1948) overlijdt en Van Zwam zijn erfenis nalaat. Maar in hetzelfde verhaal wordt hij terug tot leven gewekt krijgt hij zelfs een dubbelganger. Aan het einde van het verhaal worden beide Isidoors weer verjongd. In hetzelfde verhaal is te zien hoe Van Zwam er als kind heeft uitgezien. Voor de rest is er over Van Zwams familie niets bekend. Pas in het album "De Erfenis van Millaflotta" (2000) komen we te weten dat Van Zwams voornaam Theodoor is.

### Beroep en woning
Van Zwam is op de eerste plaats een succesvol speurder. In "De Bende van de Zwarte Kous" (1952) blijkt hij echter handelaar in champagne te zijn geworden en detectivewerk nog slechts voor het plezier te doen. In datzelfde album blijkt hij ook een verleden als persoonlijke lijfwacht van de Brusselse burgemeester te hebben gehad. Hij werd benoemd tot "eredetective van Gent" en "ereburger van Oostende" (Het Zeespook (1948)). Van Zwam blijkt in "Het B-Gevaar" rijk genoeg om zich een meid en butler te veroorloven en in "Het Zeespook" neemt hij zelfs de ex-misdadiger Willie in dienst als lakei. Regelmatig zien we hem rondrijden in snelle auto's, meestal van het merk Porsche. In "Het Zeespook" zien we hem echter ook in een Ford rijden en in De Man met het Gouden Hoofd (1950) zelfs in een tweedehands vliegtuig. In "Het Theepotje des Konings" (1978) blijkt hij zich vanwege de crisis voortaan per step, fiets of te voet te verplaatsen. In Het Geheim van Jan Spier (1977) blijkt Van Zwam in een nederig hoekhuis met een grote garage te wonen.
Van Zwam is in de stripreeks vaak het slachtoffer van allerlei booswichten. In "De Juwelen van Gaga-Pan" (1949) en "Het Bobobeeldje" (1965) krijgt hij een auto-ongeluk. In "Het Geheim van Bakkendoen" (1957-1958), "Toffe Theo" (1969), "Het Geheim van Jan Spier" (1977) wordt hij neergeschoten. In "De Paarse Futen" (1966-1967) worden zijn benen in een knoop gelegd. In "De Groene Chinees" (1954), "De Zwarte Toren" (1983), "Baraka" (1986) en "De Drie Wrekers" (1992) wordt hij met een stuk zeep op de trap uitgeschakeld.
In "De Gouden Patatten" (1984) wordt Van Zwam door de bende van Nijvel doodgeschoten. Als reactie hierop bezoekt Nero en later ook Madam Pheip de tekenaar van de strip Marc Sleen. Als dit geen resultaat oplevert gaan Nero, Madam Nero, Meneer en Madam Pheip, Tuizentfloot, Petoetje, Petatje, Clo-Clo, Jef Pedal en Jan Spier in staking. Uiteindelijk wordt Van Zwam weer tot leven gewekt door ingrepen van Professor Adhemar.
Van Zwam heeft in de verhalen Het Zeespook en Het Rattenkasteel ook een hond : "Tito", vernoemd naar de toenmalige Joegoslavische president Josip Broz Tito. In "Operatie Koekoek" (1958) wordt hij in een koekoek veranderd en in "Allemaal Beestjes" (1981) in een maraboe.

## De avonturen van detective Van Zwam
De stripreeks bestaat uit de volgende 9 delen (jaartal van uitgave):
- Deel 1 - Het Geheim van Matsuoka (1948)
- Deel 2 - Het B-Gevaar (1948)
- Deel 3 - Het Zeespook (1948)
- Deel 4 - Het Rattenkasteel (1948)
- Deel 5 - De Erfenis van Nero (1949)
- Deel 6 - De Blauwe Toekan (1949)
- Deel 7 - De Juwelen van Gaga-Pan (1949)
- Deel 8 - De Man met het Gouden Hoofd (1950)
- Deel 9 - De Hoed van Geeraard de Duivel (1950)

De delen 1 t/m 8 verschenen in het Vlaamse dagblad De Nieuwe Gids. Het negende verhaal verscheen in het dagblad Het Volk, dat De Nieuwe Gids overgenomen had.

## Varia
- Van Zwam is het eerste personage dat in Nero geïntroduceerd werd. Hij was er al sinds strook 1 van het eerste album bij. In sommige albums zoals "De Verdwenen Nero" (1979), "De Terugkeer van Geeraard de Duivel" (1983) en "De Gelukbrenger" (1988) argumenteert Van Zwam met Nero over zijn verdwenen hoofdrol in de reeks.
- Marc Sleen was als kind een fervent lezer van Sherlock Holmes, en liet zich waarschijnlijk door hem inspireren bij het creëren van detective Van Zwam. Opvallend genoeg liet schrijver Arthur Conan Doyle Sherlock Holmes ook ooit sterven in een verhaal en moest hij op massaal verzoek van zijn lezers de figuur weer tot leven wekken. Sleen deed in De Gouden Patatten (1983) hetzelfde met Van Zwam, maar door een protest van de overige figuren laat Sleen hem uiteindelijk weer tot leven wekken.
- In Het Geheim van Matsuoka (1947) waant Van Zwam zich Karel de Kale na het drinken van Matsuokabier.
- Van Zwam had samen met agent Gaston een cameorol in de Nederlandse stripreeks "Agent 327" door Martin Lodewijk, in het album, De golem van Antwerpen.